# Cokle
Cokle so obuvalo z neupogljivim, praviloma lesenim podplatom. Najbolj poznane so nizozemske cokle, ki so  v celoti (podplat in zgornji del) izdelane iz lesa ter pogosto pisano pobarvane z narodnimi vzorci ali poslikane.
Cokle se sedaj uporabljajo predvsem kot obuvalo za na plažo. Kot del zaščitne obleke so jih navadno nosili delavci v tovarnah, rudnikih in kmetijah. V razvitejših deželah so jih nadomestili čevlji z okovanimi kapicami, ali gumijasti škornji.
Nekateri starejši nizozemski kmetje še danes uporabljajo cokle. Včasih je iz vrbovine narejene cokle na Nizozemskem nosilo več ljudi, saj so veljajo za toplo, izolirano in varno obuvalo. Cokle so bile testirane in ustrezajo evropskim varnostnim standardom.
Danes cokle na Nizozemskem uporabljajo predvsem v vrtnarstvu in pri delih ob cesti, okrašene cokle pa prodajajo turistom kot spominke ali kot cvetlične lončke.

## Cokle v Sloveniji
Tudi na nekaterih območjih Slovenije so poznali cokle kot tradicionalno obuvalo (npr. na Pohorju), tam so spodnji del tega obuvala (podplat) izdelovali iz lesa, zgornji del pa je bil usnjen.